# Weinsberg
Weinsberg è una città tedesca di 11 585 abitanti situata nel Land del Baden-Württemberg e fa parte del circondario di Heilbronn. 
Si estende per una superficie di circa 22,22 km².

## Amministrazione

### Gemellaggi
Weinsberg è gemellata con:
- Carignan, Francia, dal 1995
- Costigliole d'Asti, Italia, dal 2000